# Медаль «5 лет на военной службе»
Меда́ль «5 ле́т на вое́нной слу́жбе» — ведомственный знак отличия Министерства обороны Российской Федерации.
Учреждена Приказом Министра обороны Российской Федерации № 535, от 7 сентября 2017 года, «Об учреждении медали Министерства обороны Российской Федерации „5 лет на военной службе“». Медаль введена в дополнение к медалям «За отличие в военной службе» исключительно для награждения солдат (матросов), сержантов и старшин ВС России, проходящих военную службу по контракту не менее пяти лет в календарном исчислении. Это первая ведомственная медаль для категории военнослужащих контрактной службы категорий солдат (матросов), сержантов (старшин).

## Положение о медали
Медалью Минобороны России «5 лет на военной службе» награждаются солдаты (матросы), сержанты и старшины Вооруженных Сил Российской Федерации, проходящие военную службу по контракту не менее пяти лет в календарном исчислении:
- за разумную инициативу, усердие и отличие по службе;
- за отличное освоение новых образцов вооружения и военной техники;
- за успешное выполнение специальных заданий.

Награждение медалью производится приказом Министра обороны Российской Федерации по представлениям, подготовленным в установленном порядке.
Представления к награждению медалью направляются в Главное управление кадров Министерства обороны Российской Федерации со справкой о количестве представленных к награждению медалью, списком представленных к награждению медалью, а также копиями справки и списка на электронном носителе информации.
Вручение медали производится в торжественной обстановке Министром обороны Российской Федерации или другим должностным лицом по его поручению.
Вместе с медалью выдается удостоверение установленной формы. Повторное награждение медалью не производится.
Медаль (лента медали) носится в соответствии с Правилами ношения военной формы одежды и знаков различия военнослужащих Вооружённых Сил Российской Федерации, ведомственных знаков отличия и иных геральдических знаков, учреждённых в установленном порядке.

## Описание медали
Медаль «5 лет на военной службе» изготовлена из металла золотистого цвета, имеет форму круга диаметром 32 мм с выпуклым бортиком с обеих сторон.
На лицевой стороне медали: в центре — рельефное изображение угольника на диагонально перекрещенных мечах, крыльях и якоре, обвитом канатом; в нижней части по кругу — рельефная надпись: «5 ЛЕТ НА ВОЕННОЙ СЛУЖБЕ».
На оборотной стороне медали: в центре — рельефное одноцветное изображение эмблемы Министерства обороны Российской Федерации (увенчанный короной двуглавый орел с распростертыми крыльями. В правой лапе орла — меч, в левой — дубовый венок. На груди орла — треугольный, вытянутый книзу щит со штоком, восходящим к короне. В поле щита — всадник, поражающий копьем дракона), по кругу — рельефная надпись: в верхней части — «МИНИСТЕРСТВО ОБОРОНЫ», в нижней части - «РОССИЙСКОЙ ФЕДЕРАЦИИ».
Медаль при помощи ушка и кольца соединяется с пятиугольной колодкой, обтянутой шелковой муаровой лентой шириной 24 мм. С правого края ленты — оранжевая полоса шириной 10 мм, окаймленная черной полосой шириной 2 мм, левее — равновеликие красная, синяя и черная полосы.

## Семантика медали
Элементы медали символизируют:
- угольник (шеврон) — знак различия по году службы — 5 лет;
- мечи, крылья и якорь, обвитый канатом (элементы эмблем видов Вооруженных Сил Российской Федерации) — высокий профессиональный уровень солдат (матросов), сержантов и старшин, проходящих военную службу по контракту;
- эмблема Министерства обороны Российской Федерации и оранжевая полоса ленты медали, окаймленная черной полосой — принадлежность медали к системе знаков отличия Министерства обороны Российской Федерации;
- красная, синяя и черная полосы ленты медали (традиционные цвета приборного сукна формы одежды военнослужащих видов Вооруженных Сил Российской Федерации: армия, авиация, флот) — предназначение медали для награждения солдат (матросов), сержантов и старшин, проходящих военную службу по контракту.

## Награждения медалью
21 декабря 2017 года состоялись первые награждения медалью «5 лет на военной службе». Первыми медали удостоились 30 военнослужащих, категорий солдат (матросов), сержантов (старшин), проходящих службу по контракту в общевойсковой армии Восточного военного округа (ВВО), в Приамурье.
Приамурское объединение ВВО одним из первых в Вооруженных Силах России достигло оптимальных показателей укомплектованности военнослужащими по контракту. Впервые количество контрактников в объединении превысило все остальные категории военнослужащих. Достигнутый уровень укомплектованности обеспечивает наивысшую боеготовность соединений и воинских частей, дислоцированных в Амурской, Еврейской автономной областях и Хабаровском крае.